# Luiz Felipe Scolari
Luiz Felipe Scolari (wym. [luˈis fɪˈɫipɪ sko̞ˈlaɾi], ur. 9 listopada 1948 w Passo Fundo) – brazylijski trener piłkarski i piłkarz w ojczyźnie znany także jako Felipão (Duży Felipe).

## Kariera piłkarska
Jako piłkarz grał w brazylijskich klubach drugiej i trzeciej ligi. Karierę sportową zakończył w wieku trzydziestu trzech lat.

## Kariera szkoleniowa
Jego przygoda trenerska, trwająca od początku lat 80., przez pierwszą dekadę przyniosła mu wiele rozczarowań. Nie odnosił sukcesów, poza tym propozycje, jakie otrzymywał, pochodziły najczęściej od prezesów klubów niższych lig. Dlatego też w 1988 udał się na dwuletnią emigrację do Kuwejtu, w którym zdobył swoje pierwsze trofeum – Puchar kraju. Przez kilka miesięcy prowadził nawet drużynę narodową Kuwejtu, ale szybko zrezygnował i w 1991 wrócił do Brazylii.
Lata 90. to nowy etap w jego trenerskiej karierze. Scolari stał się specjalistą od osiągania dużych sukcesów ze słabymi klubami. Już w 1991 sięgnął po Puchar Brazylii z Criciuma EC, a w latach 1993–1996, prowadzone przez niego niezbyt wysoko notowane Grêmio Porto Alegre, najpierw powtórzyło ten sukces, po czym zdobyło mistrzostwo kraju oraz puchar dla najlepszej drużyny Ameryki Południowej – Copa Libertadores. Po tych sukcesach Scolari wyjechał na krótko do Japonii. Po powrocie, w 1998, po raz trzeci w swojej karierze zwyciężył w rozgrywkach o Puchar Brazylii, tym razem z Goi-s EC. W drugiej połowie 1998 pierwszy raz został zatrudniony w klubie z czołówki ligi brazylijskiej – w SE Palmeiras. W czasie rocznej pracy doprowadził go do triumfu w Copa Libertadores.
W czerwcu 2001 zastąpił Emersona Leão na stanowisku selekcjonera reprezentacji canarinhos. W czasie mistrzostw Brazylijczycy grali skutecznie i prezentowali widowiskowy styl gry, i bez większych problemów zdobyli tytuł mistrza świata. Scolari, który miał niemały wpływ na doprowadzenie do pełnej formy Ronaldo, swoją drużynę zbudował wokół młodych i niedoświadczonych piłkarzy, z których wielu po mistrzostwach zostało wykupionych przez najlepsze kluby Europy (Ronaldinho, Gilberto Silva, Roque Junior).
Po meczu finałowym z Niemcami zrezygnował i przez kolejnych kilka miesięcy starannie przebierał w propozycjach pracy. W listopadzie 2002 objął stanowisko selekcjonera reprezentacji Portugalii. Najpierw wbrew opinii prasy pozbył się z kadry starszych zawodników, a później doprowadził ją do wicemistrzostwa Europy. W 2006 wywalczył z nią czwarte miejsce na Mundialu w Niemczech.
Scolari został zdyskwalifikowany na cztery mecze za udział w incydencie po meczu Portugalczyków z Serbami w Lizbonie, 12 września 2007 (1:1), kiedy to uderzył obrońcę drużyny serbskiej, Ivicę Dragutinovicia, jednakże później karę zmniejszono do trzech spotkań. Ta jednak zakwalifikowała się do turnieju finałowego, w trakcie którego ogłoszono, iż Scolari zostanie następcą Awrama Granta na stanowisku trenera Chelsea F.C. Scolari został zwolniony ze stanowiska trenera Chelsea 9 lutego 2009 roku ze skutkiem natychmiastowym po remisie 0:0 w meczu ligowym z Hull City.
W czerwcu 2009 roku Scolari podpisał kontrakt z klubem Bunyodkor Taszkent. Od czerwca 2010 roku był trenerem SE Palmeiras, z którego został zwolniony 14 września 2012 roku.
Od 28 listopada 2012 był ponownie trenerem reprezentacji Brazylii. Po mistrzostwach świata w 2014 podał się do dymisji, a następnie ponownie objął drużynę Gremio.
W czerwcu 2015 został szkoleniowcem Guangzhou Evergrande. W listopadzie tegoż roku po zdobyciu z tym klubem mistrzostwa kraju został wybrany trenerem roku w Chinach.

## Sukcesy szkoleniowe
- Puchar Kuwejtu 1990 z Al-Qadsia
- Puchar Brazylii 1991 z Criciuma EC
- Puchar Brazylii 1994, mistrzostwo Brazylii 1996 oraz Copa Libertadores 1995 z GPA
- Mistrzostwo Japonii 1997 z Jubilo Iwata
- Puchar Brazylii 1998 z Goi-s EC
- Copa Libertadores 1999 z Palmeiras
- mistrzostwo świata 2002 z reprezentacją Brazylii
- wicemistrzostwo Europy 2004 oraz IV miejsce na Mundialu 2006 z reprezentacją Portugalii
- Mistrzostwo Uzbekistanu 2009 z Bunyodkor
- Puchar Brazylii 2012 z Palmeiras
- Puchar Konfederacji 2013 z reprezentacją Brazylii
- Mistrzostwo Chin 2015, 2016, 2017; Liga Mistrzów AFC 2017; Puchar Chin 2016; Superpuchar Chin 2016, 2017 z Guangzhou Evergrande

## Odznaczenia
- Komandor Orderu Infanta Henryka – 2004, Portugalia[16]